# Campeonato de Primera División 2008-09 (Argentina)
El Campeonato de Primera División 2008-09 fue la septuagésima novena temporada de la era profesional de la Primera División del fútbol argentino. Se disputó, como los anteriores, en dos etapas, el Torneo Apertura 2008 y el Torneo Clausura 2009, las cuales consagraron, cada una, a su propio campeón.
Los nuevos participantes fueron los dos equipos ascendidos de la Primera B Nacional 2007-08: Godoy Cruz de Mendoza, que volvió a Primera División tras un solo año en la segunda categoría; y San Martín de Tucumán, que regresó al campeonato luego de quince temporadas, tras un gran desempeño en las campañas previas que le valieron cuatro ascensos en cuatro años.
Al terminar la primera fase del certamen, se definieron tres equipos clasificados a la Copa Libertadores 2009: el campeón del torneo y los dos mejor ubicados en la tabla de promedios del Apertura 2007, el Clausura 2008 y el Apertura 2008. Asimismo, al finalizar el campeonato, se determinaron los participantes de la Copa Sudamericana 2009 y un clasificado a la Copa Libertadores 2010.
Por otra parte, se produjeron dos descensos por el sistema de promedios a la Primera B Nacional, y se determinaron además a los dos equipos que disputaron la promoción.

## Ascensos y descensos
| Pos. | Equipos ascendidos de la B Nacional 2007-08 |
| ---- | ------------------------------------------- |
| 1.º  | San Martín (T)                              |
| 2.º  | Godoy Cruz                                  |

| Prom. | Equipos descendidos en la temporada 2007-08 |
| ----- | ------------------------------------------- |
| 19.º  | Olimpo                                      |
| 20.º  | San Martín (SJ)                             |

## Formato
Cada fase del campeonato fue un torneo independiente, llamados respectivamente Apertura y Clausura. Se jugaron en una sola rueda de todos contra todos, siendo la segunda las revanchas de la primera, y tuvieron su propio campeón.

## Equipos
| Equipo             | Ciudad                | Estadio                                  |
| ------------------ | --------------------- | ---------------------------------------- |
| Argentinos Juniors | Buenos Aires          | Diego Armando Maradona                   |
| Arsenal            | Sarandí               | Julio Humberto Grondona                  |
| Banfield           | Banfield              | Florencio Sola                           |
| Boca Juniors       | Buenos Aires          | Alberto J. Armando                       |
| Colón              | Santa Fe              | Brigadier General Estanislao López       |
| Estudiantes        | La Plata              | Ciudad de La Plata                       |
| Gimnasia y Esgrima | San Salvador de Jujuy | 23 de Agosto                             |
| Gimnasia y Esgrima | La Plata              | Juan Carmelo Zerillo Ciudad de La Plata  |
| Godoy Cruz         | Godoy Cruz            | Malvinas Argentinas                      |
| Huracán            | Buenos Aires          | Tomás Adolfo Ducó Diego Armando Maradona |
| Independiente      | Avellaneda            | Presidente Perón Tomás Adolfo Ducó       |
| Lanús              | Lanús                 | Ciudad de Lanús                          |
| Newell's Old Boys  | Rosario               | Coloso del Parque                        |
| Racing Club        | Avellaneda            | Presidente Peron                         |
| River Plate        | Buenos Aires          | Antonio Vespucio Liberti                 |
| Rosario Central    | Rosario               | Gigante de Arroyito                      |
| San Lorenzo        | Buenos Aires          | Pedro Bidegain                           |
| San Martín         | San Miguel de Tucumán | La Ciudadela                             |
| Tigre              | Victoria              | José Dellagiovanna                       |
| Vélez Sarsfield    | Buenos Aires          | José Amalfitani                          |

### Distribución geográfica de los equipos
| Región                 | Cant. | Equipos                                                                               |
| ---------------------- | ----- | ------------------------------------------------------------------------------------- |
| Ciudad de Buenos Aires | 6     | Argentinos Juniors, Boca Juniors, Huracán, River Plate, San Lorenzo y Vélez Sarsfield |
| Conurbano bonaerense   | 6     | Arsenal, Banfield, Independiente, Lanús, Racing Club y Tigre                          |
| Provincia de Santa Fe  | 3     | Colón, Newell's Old Boys y Rosario Central                                            |
| Ciudad de La Plata     | 2     | Estudiantes y Gimnasia y Esgrima                                                      |
| Provincia de Jujuy     | 1     | Gimnasia y Esgrima                                                                    |
| Provincia de Mendoza   | 1     | Godoy Cruz                                                                            |
| Provincia de Tucumán   | 1     | San Martín                                                                            |

## Torneo Apertura

### Tabla de posiciones
| Pos. | Equipo                  | Pts. | PJ | PG | PE | PP | GF | GC | Dif. |
| ---- | ----------------------- | ---- | -- | -- | -- | -- | -- | -- | ---- |
| 1.º  | Boca Juniors            | 39   | 19 | 12 | 3  | 4  | 33 | 21 | 12   |
| 2.º  | Tigre                   | 39   | 19 | 12 | 3  | 4  | 31 | 19 | 12   |
| 3.º  | San Lorenzo             | 39   | 19 | 12 | 3  | 4  | 34 | 17 | 17   |
| 4.º  | Lanús                   | 37   | 19 | 11 | 4  | 4  | 34 | 23 | 11   |
| 5.º  | Newell's Old Boys       | 31   | 19 | 8  | 7  | 4  | 26 | 18 | 8    |
| 6.º  | Arsenal                 | 28   | 19 | 8  | 4  | 7  | 26 | 27 | −1   |
| 7.º  | Estudiantes (LP)        | 28   | 19 | 8  | 4  | 7  | 24 | 25 | −1   |
| 8.º  | Gimnasia y Esgrima (LP) | 27   | 19 | 6  | 9  | 4  | 17 | 15 | 2    |
| 9.º  | Vélez Sarsfield         | 26   | 19 | 7  | 5  | 7  | 22 | 27 | −5   |
| 10.º | Colón                   | 23   | 19 | 5  | 8  | 6  | 29 | 25 | 4    |
| 11.º | Argentinos Juniors      | 23   | 19 | 5  | 8  | 6  | 25 | 26 | −1   |
| 12.º | Godoy Cruz              | 23   | 19 | 6  | 5  | 8  | 25 | 28 | −3   |
| 13.º | Banfield                | 23   | 19 | 5  | 8  | 6  | 18 | 21 | −3   |
| 14.º | Racing Club             | 22   | 19 | 5  | 7  | 7  | 19 | 22 | −3   |
| 15.º | Gimnasia y Esgrima (J)  | 21   | 19 | 6  | 3  | 10 | 19 | 31 | −12  |
| 16.º | San Martín (T)          | 20   | 19 | 5  | 5  | 9  | 15 | 18 | −3   |
| 17.º | Huracán                 | 20   | 19 | 5  | 5  | 9  | 18 | 29 | −11  |
| 18.º | Independiente           | 18   | 19 | 4  | 6  | 9  | 15 | 23 | −8   |
| 19.º | Rosario Central         | 15   | 19 | 4  | 3  | 12 | 20 | 26 | −6   |
| 20.º | River Plate             | 14   | 19 | 2  | 8  | 9  | 20 | 29 | −9   |

|  | Campeón. Clasificó a la segunda fase de la Copa Libertadores 2009. |

|  |

### Desempate del primer puesto

#### Tabla de posiciones
| Pos. | Equipo       | Pts. | PJ | PG | PE | PP | GF | GC | Dif. |
| ---- | ------------ | ---- | -- | -- | -- | -- | -- | -- | ---- |
| 1.º  | Boca Juniors | 3    | 2  | 1  | 0  | 1  | 3  | 2  | 1    |
| 2.º  | Tigre        | 3    | 2  | 1  | 0  | 1  | 2  | 2  | 0    |
| 3.º  | San Lorenzo  | 3    | 2  | 1  | 0  | 1  | 3  | 4  | −1   |

#### Resultados
| Tigre        | 1 - 2 | San Lorenzo  | José Amalfitani | 17 de diciembre | 18:30 |
| San Lorenzo  | 1 - 3 | Boca Juniors | El Cilindro     | 20 de diciembre | 18:30 |
| Boca Juniors | 0 - 1 | Tigre        | El Cilindro     | 23 de diciembre | 20:30 |

### Evolución de las posiciones
| Equipo/Fecha | 1  | 2  | 3  |
| ------------ | -- | -- | -- |
| Boca Juniors | 2° | 1° | 1° |
| San Lorenzo  | 1° | 2° | 3° |
| Tigre        | 3° | 3° | 2° |

## Tabla de promedios de los torneos Apertura 2007, Clausura 2008 y Apertura 2008
Esta tabla, que surgió de dividir la cantidad de puntos obtenidos por el número de partidos disputado por cada equipo, fue utilizada como clasificatoria para la Copa Libertadores 2009.
Argentina tuvo 5 cupos en la competición. Los 4 primeros, que clasificaron a la segunda fase, fueron para el campeón del Torneo Apertura 2007, el campeón del Torneo Clausura 2008, el campeón del Torneo Apertura 2008, y el mejor ubicado en esta tabla. El cupo restante, que clasificó a la primera fase, fue para el segundo mejor ubicado de esta tabla.
| Pos. | Equipo                  | Ap 07 | Cl 08 | Ap 08 | Promedio | Pts. | PJ | PG | PE | PP | GF | GC | Dif. |
| ---- | ----------------------- | ----- | ----- | ----- | -------- | ---- | -- | -- | -- | -- | -- | -- | ---- |
| 1.º  | Boca Juniors            | 31    | 39    | 39    | 1,912    | 109  | 57 | 32 | 13 | 12 | 98 | 54 | 44   |
| 2.º  | San Lorenzo             | 29    | 35    | 39    | 1,807    | 103  | 57 | 31 | 10 | 16 | 93 | 65 | 28   |
| 3.º  | Estudiantes (LP)        | 30    | 39    | 28    | 1,701    | 97   | 57 | 27 | 16 | 14 | 80 | 60 | 20   |
| 4.º  | Tigre                   | 34    | 22    | 39    | 1,666    | 95   | 57 | 28 | 11 | 18 | 83 | 76 | 7    |
| 5.º  | Lanús                   | 38    | 18    | 37    | 1,631    | 93   | 57 | 27 | 12 | 18 | 94 | 84 | 10   |
| 6.º  | Newell's Old Boys       | 27    | 29    | 31    | 1,526    | 87   | 57 | 24 | 15 | 18 | 63 | 59 | 4    |
| 7.º  | Vélez Sarsfield         | 27    | 32    | 26    | 1,491    | 85   | 57 | 24 | 13 | 20 | 71 | 69 | 2    |
| 8.º  | Argentinos Juniors      | 31    | 30    | 23    | 1,573    | 84   | 57 | 23 | 15 | 19 | 77 | 70 | 7    |
| 9.º  | River Plate             | 23    | 43    | 14    | 1,403    | 80   | 57 | 21 | 17 | 19 | 80 | 75 | 5    |
| 10.º | Arsenal                 | 26    | 25    | 28    | 1,385    | 79   | 57 | 22 | 13 | 22 | 67 | 76 | –9   |
| 11.º | Independiente           | 28    | 31    | 18    | 1,35     | 77   | 57 | 20 | 17 | 20 | 73 | 61 | 12   |
| 12.º | Banfield                | 32    | 22    | 23    | 1,35     | 77   | 57 | 21 | 14 | 22 | 76 | 78 | –2   |
| 13.º | Huracán                 | 30    | 22    | 20    | 1,263    | 72   | 57 | 18 | 18 | 21 | 57 | 68 | –11  |
| 14.º | Godoy Cruz              | –     | –     | 23    | 1,210    | 23   | 19 | 6  | 5  | 8  | 25 | 28 | –9   |
| 15.º | Colón                   | 22    | 23    | 23    | 1,192    | 68   | 57 | 17 | 17 | 23 | 73 | 74 | –1   |
| 16.º | Gimnasia y Esgrima (LP) | 19    | 17    | 27    | 1,105    | 63   | 57 | 15 | 18 | 24 | 51 | 68 | –17  |
| 17.º | Racing Club             | 25    | 15    | 22    | 1,087    | 62   | 57 | 14 | 20 | 23 | 56 | 68 | –12  |
| 18.º | San Martín (T)          | –     | –     | 20    | 1,052    | 20   | 19 | 5  | 5  | 9  | 15 | 18 | –9   |
| 19.º | Rosario Central         | 14    | 27    | 15    | 0,982    | 56   | 57 | 13 | 17 | 27 | 67 | 82 | –15  |
| 20.º | Gimnasia y Esgrima (J)  | 20    | 15    | 21    | 0,982    | 56   | 57 | 13 | 17 | 27 | 61 | 90 | –29  |

|  | Campeones, y clasificados a la segunda fase de la Copa Libertadores 2009. |
|  | Clasificado a la segunda fase de la Copa Libertadores 2009.               |
|  | Clasificados a la primera fase de la Copa Libertadores 2009.              |

|  |

## Torneo Clausura

### Tabla de posiciones final
| Pos. | Equipo                  | Pts. | PJ | PG | PE | PP | GF | GC | Dif. |
| ---- | ----------------------- | ---- | -- | -- | -- | -- | -- | -- | ---- |
| 1.º  | Vélez Sarsfield         | 40   | 19 | 11 | 7  | 1  | 29 | 13 | 16   |
| 2.º  | Huracán                 | 38   | 19 | 12 | 2  | 5  | 35 | 19 | 16   |
| 3.º  | Lanús                   | 38   | 19 | 12 | 2  | 5  | 32 | 26 | 6    |
| 4.º  | Colón                   | 34   | 19 | 10 | 4  | 5  | 29 | 19 | 10   |
| 5.º  | Racing Club             | 30   | 19 | 8  | 6  | 5  | 23 | 21 | 2    |
| 6.º  | Estudiantes (LP)        | 29   | 19 | 8  | 5  | 6  | 22 | 18 | 4    |
| 7.º  | Gimnasia y Esgrima (LP) | 28   | 19 | 7  | 7  | 5  | 23 | 21 | 2    |
| 8.º  | River Plate             | 27   | 19 | 7  | 6  | 6  | 24 | 25 | −1   |
| 9.º  | Godoy Cruz              | 26   | 19 | 7  | 5  | 7  | 23 | 26 | −3   |
| 10.º | Rosario Central         | 25   | 19 | 7  | 4  | 8  | 23 | 21 | 2    |
| 11.º | San Lorenzo             | 24   | 19 | 7  | 3  | 9  | 27 | 26 | 1    |
| 12.º | Banfield                | 23   | 19 | 6  | 5  | 8  | 25 | 25 | 0    |
| 13.º | Tigre                   | 23   | 19 | 6  | 5  | 8  | 24 | 25 | −1   |
| 14.º | Boca Juniors            | 22   | 19 | 6  | 4  | 9  | 22 | 25 | −3   |
| 15.º | Newell's Old Boys       | 21   | 19 | 4  | 9  | 6  | 21 | 22 | −1   |
| 16.º | Independiente           | 21   | 19 | 6  | 3  | 10 | 22 | 36 | −14  |
| 17.º | San Martín (T)          | 20   | 19 | 5  | 5  | 9  | 20 | 23 | −3   |
| 18.º | Arsenal                 | 18   | 19 | 4  | 6  | 9  | 19 | 30 | −11  |
| 19.º | Gimnasia y Esgrima (J)  | 17   | 19 | 4  | 5  | 10 | 15 | 24 | −9   |
| 20.º | Argentinos Juniors      | 15   | 19 | 2  | 9  | 8  | 19 | 32 | −13  |

|  | Campeón. Clasificó a la segunda fase de la Copa Libertadores 2010. |

|  |

## Tabla de posiciones final del campeonato
Esta tabla fue utilizada como clasificatoria a la Copa Sudamericana 2009.
Argentina tuvo 6 cupos en la competición: Boca Juniors y River Plate, como invitados de la Conmebol, y los 4 equipos mejor ubicados en esta tabla.
| Pos. | Equipo                  | Pts. | PJ | PG | PE | PP | GF | GC | Dif. |
| ---- | ----------------------- | ---- | -- | -- | -- | -- | -- | -- | ---- |
| 1.º  | Lanús                   | 75   | 38 | 23 | 6  | 9  | 66 | 49 | 17   |
| 2.º  | Vélez Sarsfield         | 66   | 38 | 18 | 12 | 8  | 51 | 40 | 11   |
| 3.º  | San Lorenzo             | 63   | 38 | 19 | 6  | 13 | 61 | 43 | 18   |
| 4.º  | Tigre                   | 62   | 38 | 18 | 8  | 12 | 55 | 44 | 11   |
| 5.º  | Boca Juniors            | 61   | 38 | 18 | 7  | 13 | 55 | 46 | 9    |
| 6.º  | Huracán                 | 58   | 38 | 17 | 7  | 14 | 53 | 48 | 5    |
| 7.º  | Colón                   | 57   | 38 | 15 | 12 | 11 | 58 | 44 | 14   |
| 8.º  | Estudiantes (LP)        | 57   | 38 | 16 | 9  | 13 | 46 | 43 | 3    |
| 9.º  | Gimnasia y Esgrima (LP) | 55   | 38 | 13 | 16 | 9  | 40 | 36 | 4    |
| 10.º | Newell's Old Boys       | 52   | 38 | 12 | 16 | 10 | 47 | 40 | 7    |
| 11.º | Racing Club             | 52   | 38 | 13 | 13 | 12 | 42 | 43 | −1   |
| 12.º | Godoy Cruz              | 49   | 38 | 13 | 10 | 15 | 48 | 54 | −6   |
| 13.º | Banfield                | 46   | 38 | 11 | 13 | 14 | 43 | 46 | −3   |
| 14.º | Arsenal                 | 46   | 38 | 12 | 10 | 16 | 45 | 57 | −12  |
| 15.º | River Plate             | 41   | 38 | 9  | 14 | 15 | 44 | 54 | −10  |
| 16.º | Rosario Central         | 40   | 38 | 11 | 7  | 20 | 43 | 47 | −4   |
| 17.º | San Martín (T)          | 40   | 38 | 10 | 10 | 18 | 35 | 41 | −6   |
| 18.º | Independiente           | 39   | 38 | 10 | 9  | 19 | 37 | 59 | −22  |
| 19.º | Argentinos Juniors      | 38   | 38 | 7  | 17 | 14 | 44 | 58 | −14  |
| 20.º | Gimnasia y Esgrima (J)  | 38   | 38 | 10 | 8  | 20 | 34 | 55 | −21  |

|  | Clasificados a la Copa Sudamericana 2009. |

|  |

## Tabla de descenso
| Pos. | Equipo                  | Promedio | 2006-07 | 2007-08 | 2008-09 | Total | PJ  |
| ---- | ----------------------- | -------- | ------- | ------- | ------- | ----- | --- |
| 1.º  | Boca Juniors            | 1,877    | 83      | 70      | 61      | 214   | 114 |
| 2.º  | Estudiantes (LP)        | 1,815    | 81      | 69      | 57      | 207   | 114 |
| 3.º  | San Lorenzo             | 1,754    | 73      | 64      | 63      | 200   | 114 |
| 4.º  | Lanús                   | 1,666    | 59      | 56      | 75      | 190   | 114 |
| 5.º  | Vélez Sarsfield         | 1,587    | 56      | 59      | 66      | 181   | 114 |
| 6.º  | River Plate             | 1,561    | 71      | 66      | 41      | 178   | 114 |
| 7.º  | Tigre                   | 1,552    | –       | 56      | 62      | 118   | 76  |
| 8.º  | Huracán                 | 1,447    | –       | 52      | 58      | 110   | 76  |
| 9.º  | Arsenal                 | 1,394    | 62      | 51      | 46      | 159   | 114 |
| 10.º | Independiente           | 1,359    | 57      | 59      | 39      | 155   | 114 |
| 11.º | Colón                   | 1,298    | 46      | 45      | 57      | 148   | 114 |
| 12.º | Godoy Cruz              | 1,289    | –       | –       | 49      | 49    | 38  |
| 13.º | Argentinos Juniors      | 1,271    | 46      | 61      | 38      | 145   | 114 |
| 14.º | Newell's Old Boys       | 1,254    | 35      | 56      | 52      | 143   | 114 |
| 15.º | Racing Club             | 1,236    | 49      | 40      | 52      | 141   | 114 |
| 16.º | Banfield                | 1,219    | 39      | 54      | 46      | 139   | 114 |
| 17.º | Rosario Central         | 1,166    | 52      | 41      | 40      | 133   | 114 |
| 18.º | Gimnasia y Esgrima (LP) | 1,149    | 40      | 36      | 55      | 131   | 114 |
| 19.º | San Martín (T)          | 1,052    | –       | –       | 40      | 40    | 38  |
| 20.º | Gimnasia y Esgrima (J)  | 1,017    | 43      | 35      | 38      | 116   | 114 |

|  | Jugaron una promoción con dos equipos de la Primera B Nacional. |
|  | Descendieron a la Primera B Nacional.                           |

## Promociones
| Belgrano                                                               | 0 - 1 | Rosario Central | Gigante de Alberdi  | 8 de julio  | 15:30 |
| Rosario Central                                                        | 1 - 1 | Belgrano        | Gigante de Arroyito | 12 de julio | 16:45 |
| Rosario Central permaneció en Primera División con un global de 2 - 1. |       |                 |                     |             |       |

| Atlético de Rafaela                                                                         | 3 - 0 | Gimnasia y Esgrima (LP) | Nuevo Monumental             | 9 de julio  | 18:00 |
| Gimnasia y Esgrima (LP)                                                                     | 3 - 0 | Atlético de Rafaela     | Estadio Juan Carmelo Zerillo | 12 de julio | 14:30 |
| Gimnasia (LP) permaneció en Primera División con un global de 3 - 3, por ventaja deportiva. |       |                         |                              |             |       |

## Descensos y ascensos
Al finalizar el campeonato, Gimnasia y Esgrima de Jujuy y San Martín de Tucumán descendieron a la Primera B Nacional, siendo reemplazados por Chacarita Juniors y Atlético Tucumán para la temporada 2009-10. Por su parte, Rosario Central y Gimnasia y Esgrima La Plata ganaron sus respectivas promociones frente a Belgrano y Atlético de Rafaela, por lo que permanecieron en Primera División.